# Harly
Harly es una comuna francesa situada en el departamento de Aisne, de la región de Alta Francia.

## Geografía
Está ubicada al este de San Quintín.

## Demografía
| 783 | 1 445 | 1 425 | 1 976 | 1 892 | 1 803 | 1 756 | 1 650 |
| Para los censos de 1962 a 1999 la población legal corresponde a la población sin duplicidades (Fuente: INSEE [Consultar]) |       |       |       |       |       |       |       |